# إنهم لن يشيخوا
إنهم لن يشيخوا هو فيلم وثائقي لعام 2018 أخرجه وأنتجه بيتر جاكسون. تم إنتاج الفيلم باستخدام لقطات أصلية للحرب العالمية الأولى معظمها لم يعرض من قبل، أخذت من أرشيف متحف الحرب الإمبراطوري، إلى جانب مقابلات صوتية من بي بي سي للجنود البريطانيين الذين قاتلوا في الصراع. تم تلوين معظم اللقطات وتحويلها بتقنيات الإنتاج الحديثة، مع إضافة مؤثرات صوتية و‌تمثيل صوتي ليكون أكثر استذكاراً وتقريباً لشعور الجنود الحقيقي.

## وصلات خارجية
- إنهم لن يشيخوا على موقع IMDb (الإنجليزية)
- إنهم لن يشيخوا على موقع ميتاكريتيك (الإنجليزية)
- إنهم لن يشيخوا على موقع روتن توميتوز (الإنجليزية)
- إنهم لن يشيخوا على موقع ألو سيني (الفرنسية)
- إنهم لن يشيخوا على موقع أول موفي (الإنجليزية)
- إنهم لن يشيخوا على موقع بوكس أوفيس موجو (الإنجليزية)
- إنهم لن يشيخوا على موقع فيلمافينيتي (الإسبانية)
- إنهم لن يشيخوا على موقع قاعدة بيانات الفيلم (الإنجليزية)
- إنهم لن يشيخوا على موقع ليتربوكسد (الإنجليزية)
- إنهم لن يشيخوا على موقع كينوبويسك (الروسية)